# Lluna de paper
 Lluna de paper  (Paper Moon) és una pel·lícula estatunidenca estrenada el 1973 i dirigida per Peter Bogdanovich. Ha estat doblada i subtitulada al català.

## Argument
En els anys 1930, en el Middle West, Moses Pray, que viu d'estafes, descobreix en l'enterrament de la seva antiga mestra, l'existència de la seva filla Addie de nou anys. Accepta portar Addie a una tia perquè la criï.
Durant el trajecte, les seves relacions són tenses. A poc a poc, la comença a apreciar, i realitzen juntes enganys per guanyar diners.
En la carretera, Moses agafa Trixie Delight i la seva ajudant Imogene, una adolescent. A Addie no li agrada Trixie Delight: es fa comprar roba per Moses, la seva presència els impedeix de continuar les combinacions que els portava diners, i agafa el lloc al costat del conductor, cosa que relega Addie al maleter.
Addie posa llavors en marxa una combinació amb l'ajuda d'Imogene: porta Trixie a anar-se'n al llit amb un recepcionista d'hotel, i fa de manera que Moses els descobreixi. Moses decideix llavors marxar sense Trixie.
En una altra ciutat, localitzen un traficant d'alcohol. Descobrint l'emplaçament de l'estoc, ell el roba, després el revèn al traficant, que ignora comprar el seu propi alcohol. Tanmateix, just després de l'intercanvi, el xèrif els detè i busca els diners de la transacció: comprenen que el policia i el traficant estan d'acord. Aconsegueixen fugir, però el xèrif els troba en una altra jurisdicció. El xèrif no els pot legalment detenir, llavors apallissa Moses i li pren els seus diners.
Moses i Addie van finalment amb la tia. Addie s'hi queda i Moses se'n va. Coneix la seva tia, però fuig ràpidament per anar amb Moses.

## Repartiment
- Ryan O'Neal: Moses Pray
- Tatum O'Neal: Addie Loggins
- Madeline Kahn: Trixie Delight
- John Hillerman: el diputat Jess Hardin
- P.J. Johnson: Imogene
- Burton Gilliam: el maître de l'hotel
- Jessie Lee Fulton: miss Ollie
- James N. Harrell: el capellà
- Lila Waters: la dona del capellà
- Noble Willingham: mr Robertson
- Bob Young: el pompiste
- Jack Saunders: el cap d'estació
- Jody Wilbur: una cambrera al café
- Liz Ross: Pearl, la vídua Morgan
- Yvonne Harrison: Marie, la vídua Bates
- Dorothy Price: Ribbon Saleslady
- Eleanor Bogart: Elvira, la vídua Stanley
- Dorothy Forster: Edna, la vídua Huff
- Lana Daniel: L'amant de Moze
- Herschel Morris

## Premis i nominacions

### Premis
- 1974: Oscar a la millor actriu secundària per Tatum O'Neal que, amb 10 anys, esdevé la més jove premiada en una categoria oficial.

### Nominacions
- Oscar a la millor actriu secundària per a Madeline Kahn
- Oscar al millor so per a Richard Portman i Les Fresholtz
- Oscar al millor guió adaptat per a Alvin Sargent
- Globus d'Or a la millor pel·lícula musical o còmica
- Globus d'Or al millor actor musical o còmic per a Ryan O'Neal
- Globus d'Or a la millor actriu musical o còmica per a Tatum O'Neal